# لادلا
لادلا (بالهندية: लाडला /Laadla) أي «العزيز أو الغالي» هو فيلم هندي صدر في 17 أبريل 1994، بطولة سريديفي، أنيل كابور ورافينا تاندون. كان الفيلم ملحوظا لأن ديفيا بهارتي كانت ستقوم بدور البطولة، وقد صورت معظم مشاهد الفيلم، ومع ذلك بسبب موتها المفاجئ في عام 1993، تم إعادة تصوير الفيلم مع سريديفي بدلا عنها. (لقطات من أداء ديفيا بهارتي بدور شيتال متاح على شبكة الإنترنت). الفيلم هو طبعة جديدة لفيلم سابق باللغة الكنادية للممثل «راجكومار» بعنوان «أنوراغا أراليثو» (1986). هيمن الفيلم في شباك التذاكر لوجود سريديفي التي كانت نجمة كبيرة جدا في ذلك الوقت.

## وصلات خارجية
- لادلا على موقع IMDb (الإنجليزية)
- لادلا على موقع روتن توميتوز (الإنجليزية)
- لادلا على موقع قاعدة بيانات الفيلم (الإنجليزية)
- لادلا على موقع ليتربوكسد (الإنجليزية)
- لادلا على موقع كينوبويسك (الروسية)